# Enrique Serrano
Enrique Serrano (Madrid, 29 de noviembre de 1891 - Buenos Aires, 20 de diciembre de 1965), fue un actor argentino de origen español que realizó su carrera profesional en Argentina, siendo uno de los más grandes cómicos del cine clásico argentino.

## Carrera artística

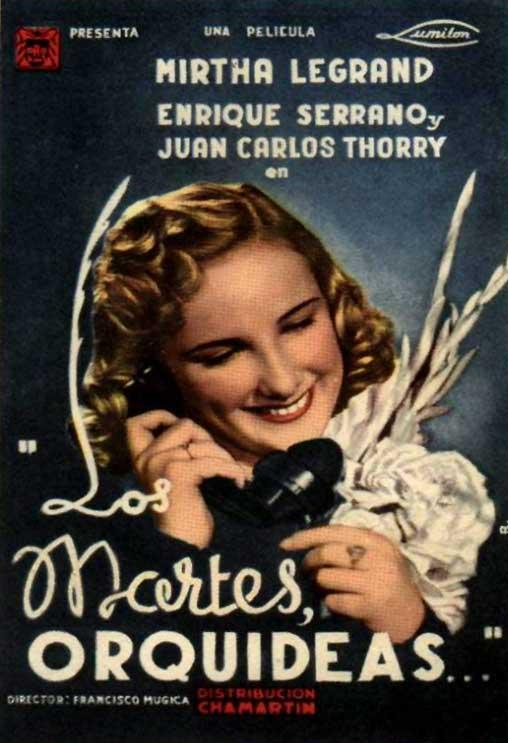
Póster de 'Los martes, orquídeas', película de 1941 en la que partició Enrique Serrano.

Nacido en Madrid, España, llegó a la Argentina siendo niño. Se inició a los once años en la compañía de Humberto Zurlo, con la obra Tranquera, de Agustín Fontanella. También actuó en el circo figurando con el nombre de Tony Tranquerita. Luego pasó a realizar distintos papeles en el circo Anselmi. Después de cursar en el Teatro Infantil Labardén, actuó en el Teatro Liceo en Las de Barranco, con Orfilia Rico. 
Más tarde integró la compañía de Florencio Parravicini y actuó junto a Roberto Casaux y Guillermo Battaglia. Inició su carrera cinematográfica en el cine mudo en 1910, en La batalla de Maipú, de Mario Gallo, luego, en 1916 participó en otra película muda, Hasta después de muerta. Participó casi 20 años después en El alma del bandoneón, protagonizada por Libertad Lamarque. Durante toda su carrera realizó personajes cómicos caracterizados por ser "chantas" o estafadores, actuando junto a las actrices del momento como Niní Marshall, Mirtha Legrand, Zully Moreno, entre otras. En 1941 participa junto a Mirtha Legrand en Los martes, orquídeas, que fue un éxito. Actuó en varios filmes de los estudios Lumiton.
Actuó con actores como Julia Sandoval, Nelly Panizza, Fidel Pintos, Tito Gómez, entre otros. También participó en televisión y en teatro en obras como Si Eva se hubiese vestido, junto a Juan Carlos Thorry, No salgas esta noche y Los maridos engañan de 7 a 9, con Gloria Guzmán. Con Niní Marshall protagonizó Cosas de papá y mamá, de Alfonso Paso y con Tita Merello participó en Carolina Paternoster. En televisión actuó en Mi marido y mi padrino, con Irma Córdoba y Osvaldo Miranda.
Serrano se destacó como uno de los más importantes capocómicos de la Argentina participando en 40 películas, entre ellas Noches de Buenos Aires, Novio, marido y amante, Adán y la serpiente, El solterón, Un hombre solo no vale nada, El calavera, El pijama de Adán, Don Fulgencio el hombre que no tuvo infancia, La rubia del camino, Rigoberto, Noche de bodas, El complejo de Felipe. Con Niní Marshall participó en películas de gran taquilla como Divorcio en Montevideo,  Casamiento en Buenos Aires y Luna de miel en Río.
Realizó su última aparición cinematográfica en 1964 en Cuidado con las colas, de Julio Saraceni.
Falleció de un cáncer el 20 de diciembre de 1965 en Buenos Aires, Argentina a los 74 años. Su hija fue la actriz Tina Serrano.

## Filmografía
- Cuidado con las colas (1964)
- La cigarra no es un bicho (1963)
- Yo quiero vivir contigo (1960)
- El tango en París (1956)
- Bendita seas (1956)
- El calavera (1954)
- La calle junto a la luna (1951)
- El complejo de Felipe (1951)
- Martín Pescador (1951)
- Don Fulgencio (El hombre que no tuvo infancia) (1950)
- ¿Vendrás a medianoche? (1950)
- Miguitas en la cama (1949)
- Un hombre solo no vale nada (1949)
- La locura de don Juan (1948)
- Novio, marido y amante (1948)
- Deshojando margaritas (1946)
- Adán y la serpiente (1946)
- No salgas esta noche (1946)
- Rigoberto (1945)
- Mi novia es un fantasma (1944)
- La hija del Ministro (1943)
- El pijama de Adán (1942)
- Noche de bodas (1942)
- Locos de verano (1942)
- Los martes, orquídeas (1941)
- Un bebé de París (1941)
- Luna de miel en Río (1940)
- Los muchachos se divierten (1940)
- El solterón (1940)
- Medio millón por una mujer (1940)
- Casamiento en Buenos Aires (1940)
- Muchachas que estudian (1939)
- Así es la vida (1939)
- Divorcio en Montevideo (1939)
- Jettatore (1938)
- La rubia del camino (1938)
- Tres anclados en París (1938)
- El caballo del pueblo (1935)
- Noches de Buenos Aires (1935)
- El alma del bandoneón (1935)
- Hasta después de muerta (1916)
- La batalla de Maipú (1910)